# Новомакарівська вулиця
Новомака́рівська ву́лиця — вулиця в Шевченківському районі міста Києва, місцевість Реп'яхів яр. Пролягає від Макарівської вулиці до Врубелівського узвозу.

## Історія
Новомакарівська вулиця виникла у XIX столітті під такою ж назвою (як паралельна до Макарівської вулиці).